# Зоряне (Самарівський район)
Зоряне — село в Україні, у Личківській сільській громаді Самарівського району Дніпропетровської області. Населення за переписом 2001 року становить 192 особи.

## Географія
Село Зоряне розміщене на відстані 3 км від села Деконка.

## Історія
11 березня 1993 року утворено село Новопролетарське (зараз Зоряне) і підпорядковане Пролетарській сільській раді (нині Приорільській сільській раді).